# Krankenhaus Hardheim
Das Krankenhaus Hardheim besteht seit über 100 Jahren als Akutkrankenhaus in Hardheim im Neckar-Odenwald-Kreis in Baden-Württemberg. Es wird von einem Krankenhaus-Zweckverband betrieben dem fünf Kommunen angehören: Hardheim, Höpfingen und Walldürn aus dem Neckar-Odenwald-Kreis sowie Königheim und Külsheim aus dem angrenzenden Main-Tauber-Kreis. Das Hardheimer Krankenhaus versorgt einen Raum von etwa 25.000 Einwohnern.

## Geschichte
Bereits zu Beginn des 14. Jahrhunderts wurde in Hardheim ein Spital eingerichtet, das zur Wurzel des heutigen Krankenhauses wurde.
In den 1960er Jahren spendeten Einwohner aus dem Verbandsgebiet 160.140 DM für einen Umbau und Unterhaltungsmaßnahmen. 1997 erbrachte eine Unterschriftenaktion 7036 Unterschriften für den Erhalt des Krankenhauses. Dies wiederum führte zur Gründung einer „Interessengemeinschaft zum Erhalt des Hauses“ und am 13. Januar 2002 zur Gründung des „Freundes- und Förderkreis Krankenhaus Hardheim e. V.“.

## Gliederung und Struktur
Das Belegkrankenhaus ist spezialisiert auf die Bereiche Gynäkologie, Innere Medizin und Chirurgie/Orthopädie. In den Bereichen Chirurgie und Innerer Medizin gibt es dabei eine Rund-um-die-Uhr-Versorgung. Auch eine Intensivmedizin wird angeboten. Die notfallmedizinische Versorgung stellt eine Rettungswache mit einem Notarztwagen des DRK Kreisverband Buchen e. V. sicher, die sich direkt am Krankenhaus befindet.

## Sonstiges
Das Hardheimer Krankenhaus wurde überregional zum Vorbild für den Erhalt kleiner Krankenhäuser im ländlichen Raum. Kommunalpolitiker und Pressevertreter aus anderen Kreisen und Bundesländern nahmen bereits Kontakt mit den Vorsitzenden des Hardheimer Krankenhauses auf, um zu ergründen, wie dieses seit den 1990er Jahren laut Rhein-Neckar-Zeitung „vom Sorgenkind zum Vorzeigehaus“ werden konnte. Das Erfolgsgeheimnis der guten Entwicklung liege laut Bürgermeister Volker Rohm, dem Verwaltungsleiter Ludwig Schön und dem Vorsitzenden des Freundes- und Förderkreises „Unser Krankenhaus“, Fritz-Peter Schwarz, in einer Vielzahl an Gründen: Neben engagierten Ärzten sei vor allem der große Rückhalt in der Bevölkerung, ein umtriebiger Förderkreis mit fast 1200 Mitgliedern (bei 4482 Einwohnern Hardheims) und die Eigenständigkeit des Hauses zu nennen. Die Bürger des Förderkreises, darunter Honoratioren wie ein früherer IHK-Präsident an der Spitze, haben laut Verwaltungsleiter Schön bereits mehrere hunderttausend Euro in die Gesundheitsversorgung des Krankenhauses investiert und dafür auch einen Ehrenamtspreis des Landes Baden-Württemberg gewonnen, worüber die Südwest Presse berichtete. Baulich habe man in Hardheim eine „Taktik der kleinen Schritte“ verfolgt, so Schön. Die Anzahl der Fachärzte konnte so von fünf auf mittlerweile 13 Fach- und acht Assistenzärzte gesteigert werden.